# Dzigar Kongtrul Rinpoché
Dzigar Kongtrul Rinpoché Jigme Namgyel  (né le 23 octobre 1964 en Inde) est un maitre du bouddhisme tibétain, tulkou d’un grand enseignant du XIXe siècle. Il est peintre expressionniste abstrait. Il est né peu de temps avant la fondation de la colonie tibétaine de Bir par son père, le troisième Neten Chokling Rinpoché. À l’âge de neuf ans, il a été reconnu par Dilgo Khyentse Rinpoché comme Dzigar Kongtrül Rinpoché , une incarnation de Jamgon Kongtrul Lodrö Thayé qui a également été appelé « le Grand » parce qu’il était un cofondateur du mouvement Rimé ; plus tard cela a été confirmé par le 16e karmapa. Son père meurt la même année ; deux ans plus tard, il est officiellement intronisé à Chokling Gompa à Bir. Il a reçu la formation bouddhiste tibétaine complète en tant que lama au sein de l'école Nyingma. Son professeur principal était Dilgo Khyentse Rinpoché.
En 1989, il a déménagé avec sa famille aux États-Unis, où il a fondé Jigmé Samten Chöling, un centre de retraite dans le Colorado.

## Source
- Losing the Clouds, Gaining the Sky: Buddhism and the Natural Mind de Doris Wolter, éditeur : Wisdom Publications, page 292, .